# 新什布卡
47°22′40″N 29°42′3″E / 47.37778°N 29.70083°E
新希布卡（烏克蘭語：Нова Шибка）是位於烏克蘭西南部的村莊，由敖德萨州羅茲季利納區的扎哈里夫卡市鎮負責管轄。該村始建於1849年，面積0.66平方公里，海拔高度107米，2001年人口223，人口密度每平方公里337.88人。